# 신지면

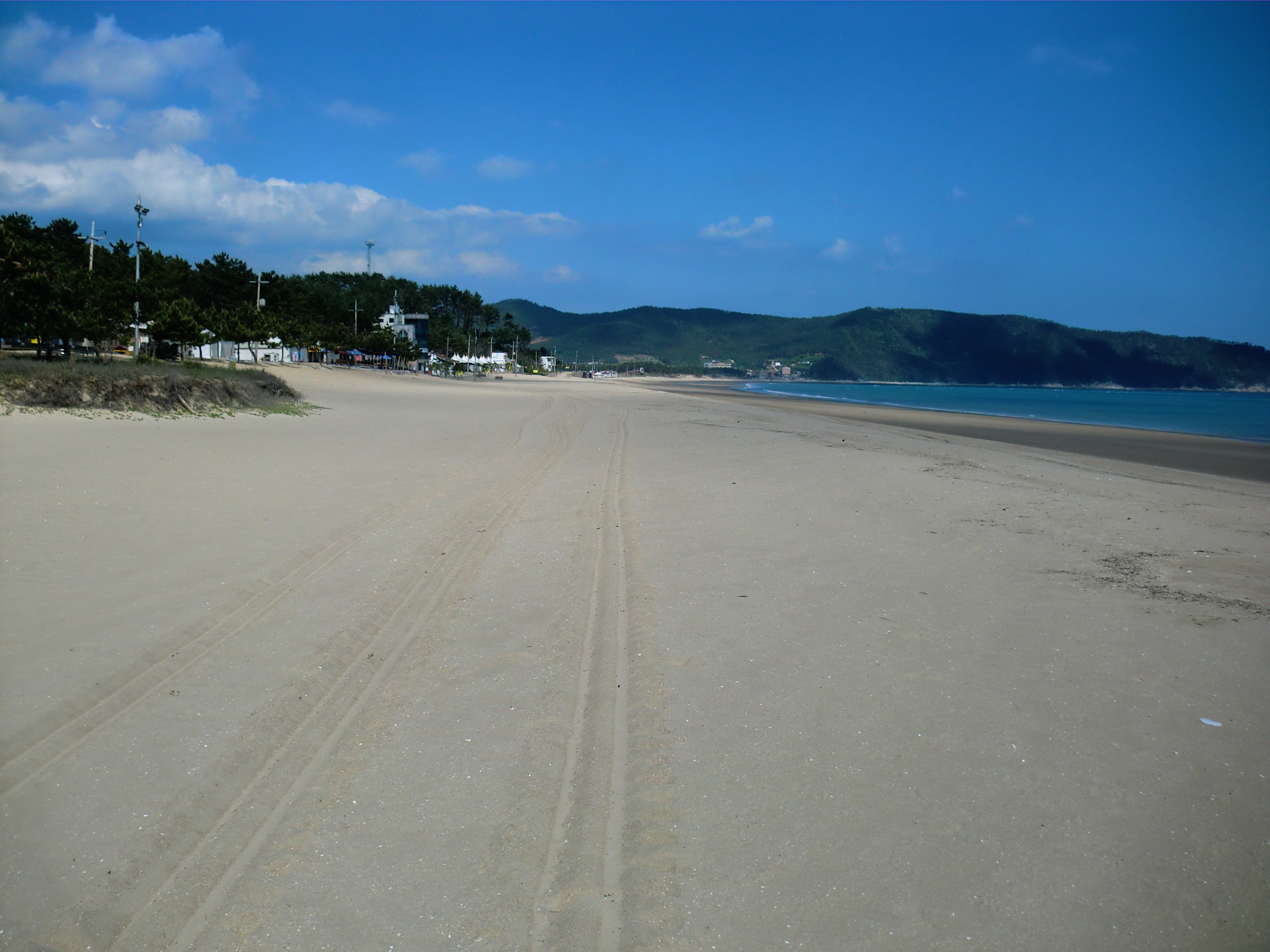
명사십리 해수욕장

신지면(薪智面)은 전라남도 완도군 동쪽에 위치한 면이다.

## 개요
신지면은 모래 우는 소리가 십리를 간다는 명사십리해수욕장, 수백년된 해송이 늘어선 동고 송림 등 빼어난 자연경관을 자랑하고 다시마, 톳 등 수산자원이 풍부하며 또한 항일운동의 성지로 선열들의 애국 애족 혼이 살아 숨쉬는 천혜의 고장이다. 2005년 12월에 신지대교로 완도읍과 연륙된 이후 섬이 아닌 육지로 알려지면서 신지면의 시원한 바다와 공기는 많은 관광객들에게 최적의 휴양지 손꼽히고 있다.

## 연혁
- 신라 시대 : 청해부에 속함
- 고려 시대 ~ 조선 초기 : 장흥부에 속함
- 조선 중기 : 강진현에 속함
- 조선 현종 : 양마지로 정함
- 조선 숙종 7년 : 송곡리 수군방어진 설치
- 1896년 : 설군과 함께 완도군에 편입 후 신지면 설치.
- 2005년 12월 14일 : 신지대교 개통으로 완도군과 연결.

## 행정 구역
| 법정리 | 행정리                                 |
| ------ | -------------------------------------- |
| 대곡리 | 금곡리, 대평리, 삼마리, 양천리         |
| 동고리 | 동고리                                 |
| 송곡리 | 강독리, 송곡리                         |
| 신리   | 내정리, 임촌리, 신리                   |
| 신상리 | 신기리, 신상리                         |
| 월양리 | 가인리, 내동리, 동촌리, 양지리, 월부리 |

## 부속 도서
- 대곡리, 동고리, 송곡리, 신리, 신상리, 월양리 : 신지도
- 동고리 : 갈마도, 소등도, 혈도, 산7-2번지 섬
- 송곡리 : 771번지 섬, 산244번지 섬
- 신리 : 치도, 1217번지 섬
- 월양리 : 내룡도, 달해도, 모황도, 외룡도, 제도, 진섬, 형도, 2040번지 섬, 2041번지 섬, 산371번지 섬

## 교통
완도와 신지도를 신지대교가 연결하고 있다.

## 교육 시설
- 동고초등학교 : 신지면 신지로 1233
- 신지초등학교 : 신지면 대곡48번길 37
  - 신지초등학교 송곡분교 : 신지면 신지로 94
  - 신지초등학교 강독분교 : 신지면 강독길 12-38
- 신지동초등학교 : 신지면 신지로 815-1
  - 신지동국민학교 모황분교 : 신지면 월양리 산 412-1
- 완도신지중학교 : 신지면 대곡길 26